# برج تلفزيون جدة
برج تلفزيون جدة يبلغ ارتفاعه 153 متر، مع طابق لمراقبة مدينة جدة في السعودية.
تم بناء البرج في عام 2006 و 2007 بإشراف نخبة من مهندسي وكالة الشؤون الهندسية بوزارة الثقافة والإعلام ومهندسي شركة فريسينيه الفرنسية وهو جزء من فرع وزارة الإعلام الجديد في جدة.
وافتتح في عهد الملك عبدالله بن عبدالعزيز؛ والمبنى مجهز بأحدث التقنيات العالمية في مجال البث.